# Shame (Robbie Williams)
(Dal testo di Shame.)
Shame è una canzone di Robbie Williams, primo singolo estratto dal suo secondo greatest hits, intitolato In and Out of Consciousness: The Greatest Hits 1990-2010. Il singolo è una ballata pop eseguita in duetto con Gary Barlow.
Il brano vede Barlow e Williams duettare assieme, i due non si esibivano assieme dal 1995, anno in cui Williams lasciò i Take That. È stato scritto a quattro mani da Barlow e Williams, nel febbraio 2010.
Dopo la diffusione radiofonica, avvenuta dal 26 agosto 2010, il singolo è stato pubblicato su etichetta Virgin Records il 4 ottobre 2010.

## Videoclip
Il videoclip del singolo è stato diretto da Vaughan Arnell e girato sulle montagne rocciose di Santa Barbara. Il video è un omaggio al pluripremiato film di Ang Lee I segreti di Brokeback Mountain, in cui Williams e Barlow si scambiano languidi sguardi in un bar dalle atmosfere country. Attratti l'uno dall'altro, i protagonisti si denudano con l'intento di buttarsi in un lago da un dirupo, come una delle scene del film, ma alla fine del video Williams e Barlow desistono dal loro intento.

## Tracce
CD singolo (Regno Unito)
1. Shame - 4:00
2. The Queen - 3:25

## Classifiche internazionali
| Classifiche (2010) | Posizione massima |
| ------------------ | ----------------- |
| Austria            | 20                |
| Belgio (Fiandre)   | 21                |
| Belgio (Vallonia)  | 19                |
| Danimarca          | 9                 |
| Germania           | 11                |
| Irlanda            | 8                 |
| Italia             | 7                 |
| Paesi Bassi        | 4                 |
| Regno Unito        | 2                 |
| Repubblica Ceca    | 40                |
| Spagna             | 28                |
| Svezia             | 24                |
| Svizzera           | 19                |
| Ungheria           | 1                 |